# NGC 253
NGC 253 —també coneguda com la Galàxia de la moneda de plata— és una galàxia espiral barrada descoberta en 1783 per Caroline Herschel durant una de les seves recerques sistemàtiques de cometes. S'hi troba situada en la constel·lació de l'Escultor, a 12,9 milions d'anys llum (3,94 megaparsecs) de la Via Làctia, cosa que la situa entre les galàxies més properes al Grup Local. És també una de les galàxies aparentment més grans i brillants aparentment (amb una magnitud aparent de 7,1 i unes dimensions aparents de 27,5'*6,8')

## Propietats físiques
En termes absoluts és considerada per alguns autors com la tercera galàxia intrínsecament més brillant en un radi de 10 megaparsecs al voltant de la nostra, només superada per Andròmeda i la Galàxia del Sombrero (i fins i tot podria ser la segona en lluentor, només superada per aquesta última).
Visualment recorda una miqueta a l'esmentada Andròmeda, veient-se gairebé de gaidó, i a més els seus braços espirals estan carregats de pols interestel·lar, cosa que dificulta el seu estudi almenys mentre no s'utilitzen longituds d'ona diferents a la llum visible. Gràcies a estudis realitzats en eixes longituds d'ona se sap que després de la galàxia IC 10 és la galàxia d'escat d'estrelles més propera a la Via Làctia, i a més la més brillant (aparentment) d'aquest tipus; estudis realitzats amb ones de ràdio i infrarojos han mostrat respectivament una gran acumulació d'hidrogen molecular al seu centre, on igual que en altres galàxies espirals barrades també està present una "barra nuclear" més petita que la barra genuïna de la galàxia, i sobretot una elevada taxa de formació estel·lar i de supernoves en aquesta zona; amb l'ajut del Telescopi Espacial Hubble també han pogut ser identificats a la regió central el que semblen ser diversos supercúmuls estel·lars, un d'ells segons una recerca recent amb una massa d'al voltant de catorze milions de masses solars i abundant en estels Wolf-Rayet. N'hi ha també una taxa de formació estel·lar relativament elevada en la resta de la galàxia, sobretot en el seu costat nord-est on existeix una abundant població d'estels supergegants vermells.
L'elevada formació estel·lar existent en aquesta galàxia, sobretot al seu centre, ha provocat també un potent vent estel·lar que ix d'allí en dos cons de direccions paral·leles al disc d'NGC 253 i que ha estat estudiat amb el telescopi de raigs X Chandra, així com ejeccions de material a l'halo galàctic; tot això ha fet que aquesta galàxia siga considerada en molts aspectes com una versió gran de la galàxia M82.
Les últimes recerques suggereixen que tant el brot estel·lar central com l'elevada activitat de formació estel·lar que està tenint lloc en la resta d'NGC 253 poden haver estat causats per la col·lisió i absorció d'una galàxia menor -potser rica en gas- fa al voltant de 200 milions d'anys, la qual també va pertorbar el disc galàctic provocant la presència d'estels relativament joves lluny del pla galàctic.

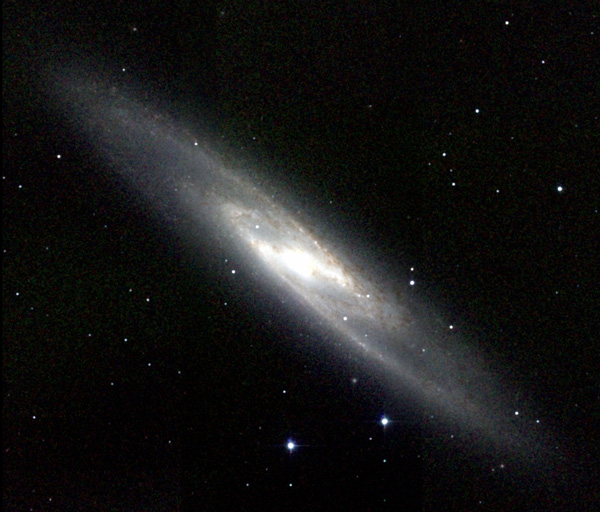
NGC 253 en l'infraroig proper, mostrant la seva barra central i els seus braços espirals. Imatge del 2MASS.

## En el grup de galàxies de l'Escultor
NGC 253 és també el membre més brillant del "Grup de Galàxies de l'Escultor", l'cúmul de galàxies més proper al Grup Local, i que inclou altres galàxies espirals com NGC 55, NGC 247 (amb la qual s'ha pensat que va poder també haver interaccionat), o NGC 300. Com a nota curiosa, aquest grup de galàxies s'hi troba a la regió del Pol Sud Galàctic, per la qual cosa bastants representacions artístiques de l'aspecte de la nostra galàxia des de fora d'ella mostren com s'"ens" veuria des d'allí.

## Observació
Si bé NGC 253 és invisible a ull nu, pot ser localitzada fàcilment amb prismàtics des d'un cel raonablement fosc fins i tot des de latituds mesuraves de l'Hemisferi Nord, apareixent com una taca difusa estesa en sentit NE-SO. Mitjançant un telescopi de certa grandària és possible apreciar en ella algunes estructures i irregularitats.